# 와리오
와리오(ワリオ)는 마리오에 비해 큰 덩치를 한 난폭자 캐릭터이며 마리오에 언제나 적대심을 불태우고 있는 라이벌 캐릭터이다. 돈이라 하면 사족을 못쓰는 수전노 캐릭터이다. 마늘을 좋아한다. 《슈퍼 마리오 랜드 2》에서 악역으로 등장해 몇 년 후, 자신만의 게임을 갖게 된다. 악당 역할을 주로 맡고, 마리오의 라이벌 중 하나이다. 와리오라는 이름은 '나쁘다'는 뜻의 일본어 '와루이(悪い)'를 마리오와 결합한 단어로, '나쁜 마리오'라는 의미가 된다. 영문 이름 'Wario' 또한 'Mario'에서 M을 거꾸로 뒤집어 W가 된 것으로 마리오와는 정반대라는 의미를 가진다. 그는 《메이드 인 와리오》라는 미니 게임에 등장해 상당한 수익을 얻어 내고 있고 단 것을 매우 좋아한다. 동료인 와루이지가 있다. 많은 사람들이 와루이지를 와리오의 동생이라고 잘못 알고 있지만, 그 둘은 동료일 뿐이다. 고유 액션은 펀치, 메탈 와리오, 자이언트 스윙이 있다.

## 특수 능력
슈퍼 마리오브라더스 (일본어: スーパーマリオブラザーズ.) 시리즈 등 와리오가 등장하는 게임 작품 안에서, 와리오는 아이템을 얻거나 특정 조건 하에서 다음 목록과 같은 능력을 갖는다.
메탈 와리오
'슈퍼 마리오 64 DS'에서 나오는 와리오의 변신 형태.초록 상자의 메탈 모자를 먹으면 적을 튕겨버릴 수 있고 물 속에서도 걸어다닐 수 있다(무거워서 가라 앉으므로, 바닥에서 기포가 나와도 몸이 뜨지 않는다.).

## 작중 행적

### 메이드 인 와리오
- 메이드 인 와리오의 와리오

메이드 인 와리오 시리즈에서는 비디오 게임 관련 기업인 ‘와리오 컴퍼니’의 사장으로 등장한다.